# Caloportador
En las instalaciones de los edificios se denomina caloportador al fluido que transporta, por conducciones, calor de un lugar a otro. El caloportador se calienta (se le aporta calor) en una parte de la instalación y lo cede en otra. Normalmente se lleva por un circuito cerrado, de modo que, una vez ha cedido parte del calor trasportado, vuelve al calentador para reiniciar el ciclo.

## Usos

### Climatización

Circulación del caloportador en una calefacción por termosifón
1 Caldera
2 Radiadores
3 Vaso de expansión.

Los caloportadores más empleados en las instalaciones de climatización son el agua y el aire. 
Desde los primeros sistemas centralizados de calefacción (con caldera, tuberías de acero y radiadores) se empleó como caloportador el vapor de agua. El agua es barata, hay instalación de suministro en todos los edificios y, cuestión muy importante, el calor latente de vaporización es muy alto, 2257 kJ/kg, que cede en los emisores al condensar para volver de nuevo a la caldera; por ello, se transporta mucho calor con caudales pequeños de vapor. Los emisores (radiadores) eran pequeños, aunque el funcionamiento de este sistema tiene inconvenientes: la temperatura de los emisores es alta, por lo que su contacto puede producir quemaduras y además tuesta el polvo atmosférico, dejando unas feas manchas negras sobre ellos. También requiere una disposición específica de los elementos que forman la red para un buen funcionamiento por termosifón. Por todo ello ya no se emplea en instalaciones nuevas, por su dificultad de regulación y porque no es fácil hacerlo circular mecánicamente.
Por estas razones se pasó a utilizar el agua, cuyo calor específico es alto (4,186 kJ/kg·K), en comparación con otras sustancias, por lo que es capaz de transportar gran cantidad de calor con un caudal razonablemente bajo. Las primeras calefacciones por agua caliente funcionaban también por termosifón. Sin embargo, la gran ventaja sobre el vapor es que se puede utilizar una bomba para la recirculación, por lo que las tuberías pueden ser más delgadas y puede emplearse cualquier disposición en la red. Tiene el inconveniente de que se vaporiza por encima de los 100 °C y se hiela por debajo de 0 °C. En los sistemas de calefacción, no es inconveniente que pueda helarse, por cuanto esta instalación funciona precisamente en la estación fría, cuando aparecería el peligro, aunque en caso de edificios que estén deshabitados en esos periodos, conviene añadir un anticongelante. Para evitar la vaporización basta un termostato.
También se emplea el aire como caloportador, en instalaciones de climatización, especialmente en la climatización de verano (refrigeración). En este caso el caloportador recibe el calor en los ambientes y lo cede en el climatizador, desde donde se llevará al exterior, por medio de la torre de enfriamiento. En este caso el inconveniente es que el aire es el fluido vital para las personas, por lo que debe ser tratado también para ser saludable.

### Energía solar
En las instalaciones con colectores solares, el agua, como caloportador, se calienta en los colectores y cede el calor en el intercambiador del depósito de acumulación. En climas donde haya peligro de heladas invernales, se utiliza agua con anticongelante en este circuito.
Los líquidos caloportadores que más se utilizan en instalaciones termo-solares son los siguientes:
- Agua
- Una mezcla de agua y anticongelante
- Aceites de silicona
- Combinaciones de líquidos orgánicos sintéticos

Los anticongelantes son glicoles y los más usados son el etilenglicol y el propilaglicol. 
Hay que tener en cuenta las diferentes características que tienen:
- Son tóxicos: Contienen inhibidores de corrosión (beneficiosos para la instalación) que son extremadamente tóxicos, por lo que se hace necesario tomar las precauciones necesarias para evitar que estos fluidos entren en contacto con los depósitos de ACS Agua Caliente Sanitaria para el consumo.
- Son muy viscosos: Es algo a tener en cuenta, ya que disminuye la velocidad de carga y hace más lenta su distribución por la instalación, por lo que la electro bomba a elegir ha de ser más potente que la usada en instalaciones solo con agua.
- Dilatación: Suelen ser líquidos que dilatan más que el agua, por lo que hemos de tenerlo en cuenta para evitar que una sobre presión dañe la instalación. Para evitar sobrepresiones se utilizan los vasos de expansión.
- Inestabilidad: A más de 120 °C estos fluidos se transforman convirtiéndose en ácidos muy corrosivos que pondrían en peligro la instalación, ya que además perderían sus propiedades anticongelantes.
- PH: Está entre 5 y 9 en condiciones normales.
- Salinidad: Hay que vigilar la aparición de depósitos salinos, ya que estos pueden dañar la instalación solar.

Durante el año 2013 y 2014 la Fundación de la Universidad Alfonso X El Sabio (FUAX) junto con la empresa Valoralia I más D están investigando en la optimización de instalaciones termo-solares mediante el uso de estos fluidos caloportadores.

### Automoción
Otro caso de caloportador es el que se utiliza en los automóviles para el enfriamiento del motor. En este caso el caloportador es una mezcla de agua y anticongelante, que lleva el calor desde el motor al radiador, donde se enfría para volver al motor, manteniendo su temperatura a un nivel adecuado. Hay que tener en cuenta que al añadir el anticongelante, el calor específico de la mezcla es menor que el del agua, por lo que es necesario mover mayor caudal de caloportador para el mismo enfriamiento.

### Enfriadores
También puede considerarse un caloportador el que lleva calor, por medio de un cambio de estado, desde el evaporador hasta el condensador en una máquina de refrigeración (máquina frigorífica o refrigerador), aunque en este caso se utiliza el nombre específico de refrigerante. Desde la planta refrigeradora a los elementos terminales (climatizadores, ventiloconvectores) se suele llevar el calor mediante agua, teniendo en cuenta que, en este caso, el sistema funciona en sentido contrario, el calor se toma en los elementos terminales y se cede en la máquina refrigeradora.